# Gymnázium Arabská
Gymnázium Arabská je pražské čtyřleté gymnázium sídlící v Praze 6.

## Historie
O výstavbě jedenáctileté střední školy v tehdejší ulici Na Dlouhém lánu se začalo uvažovat v roce 1951. Hlavní budova školy byla dostavěna a v provizorním stavu předána k výuce počátkem školního roku 1958–1959. Od počátku až do roku 1969 byla ředitelkou školy Ilsa Maršálková a první rok školu navštěvovalo 918 žáků. V následujícím školním roce 1959–1960 probíhalo vyučování již pro 1034 žáků ve 27 třídách. Počátkem roku 1960 bylo dobudováno západní křídlo s odbornými učebnami a laboratořemi a v listopadu téhož roku také východní křídlo s tělocvičnami a jídelnou. V průběhu roku 2010 byl postaven nový dvoupatrový objekt šaten, který přiléhá ke škole ze dvora. Budova také prošla rekonstrukcí vstupního prostoru, vybudováním výtahu pro bezbariérový přístup a dalšími rozsáhlými opravami. V roce 2019 bylo GA vybráno jako druhé nejlepší gymnázium na území hlavního města Praha na webu GymplRoku.cz.

### Ředitelé školy
- Ludmila Kudrnovská (1969–1975) [3]
- Jaroslava Vorlíčková (1975–1990) [3]
- Jaroslava Beránková (1990–2004) [3]
- Zdeňka Hamhalterová (2004–dosud) [4]

### Absolventi
- Mirka Čejková – televizní moderátorka [5]
- Jiří X. Doležal – novinář, publicista
- Tomáš Dvořák – desetibojař [4]
- Vojtěch Dyk – herec a zpěvák [6]
- František Fuka – publicista a filmový kritik
- Viktor Kožený – podnikatel[7]
- Miroslav Singer – bývalý guvernér České národní banky[3]
- Bohumil Špaček – šéfeditor MF Dnes [5]
- Marek Vajchr – proděkan FAMU [5]
- Pavel Zuna – televizní moderátor [5]
- Michael Žantovský – překladatel, spisovatel, politik a ředitel Knihovny Václava Havla [3]
- Mikoláš Tuček – herní publicista, moderátor pořadu Re-Play a šéfredaktor pořadu Applikace
- Tomáš Trapl – herec
- Jiří Voříšek – profesor
- Radim Smetka – politik
- Antonín Šípek – ředitel Sdružení automobilového průmyslu (1989 - 2016)
- Karin Němcová – šachistka, reprezentantka a několikanásobná mistryně ČR

## Současnost

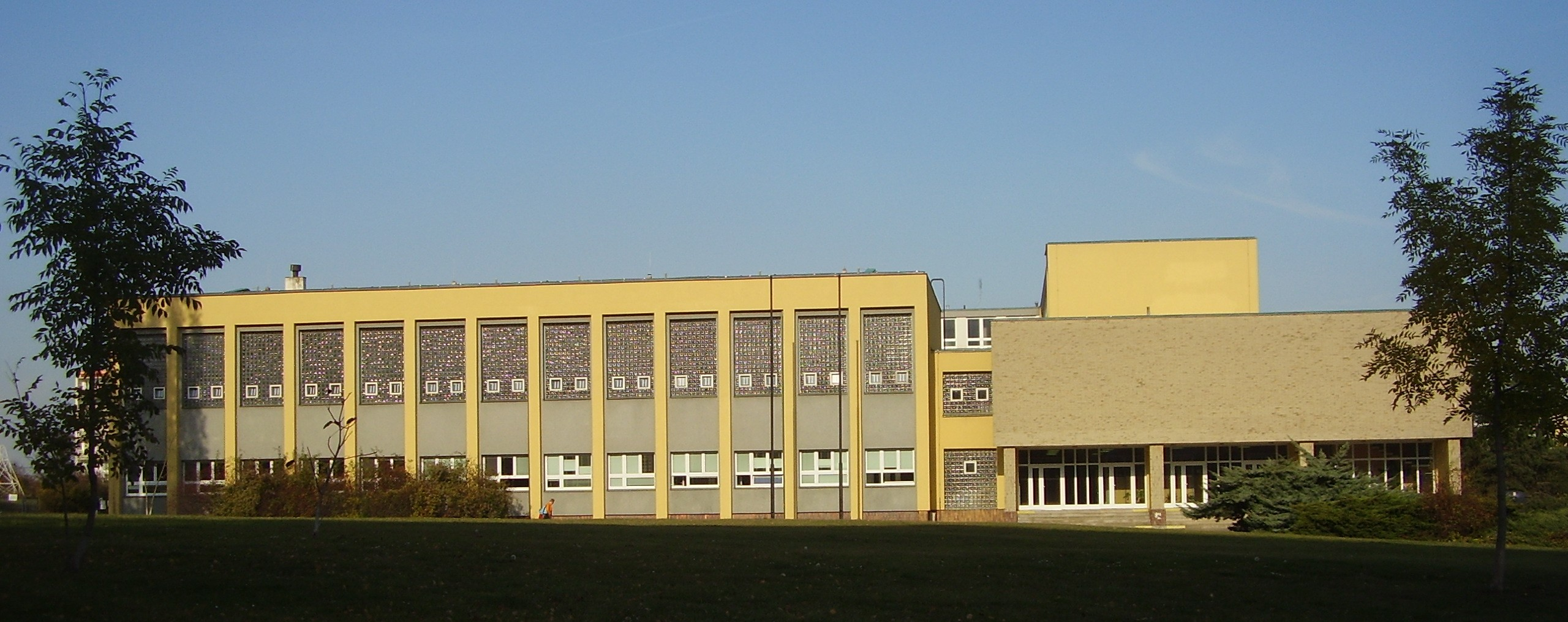
Západní křídlo a vstupního část školy

V současné době škola každoročně otevírá dvě třídy s humanitním zaměřením, dvě s přírodovědným a jednu třídu zaměřenou na programování, které má na škole dlouhou historii. Gymnázium disponuje rozsáhlým venkovním areálem s atletickou dráhou, tenisovými kurty a hřišti na fotbal, basketbal, pétanque a jiné sporty. V roce 2019 byla rozhodnuta výstavba nového křídla, která bude sloužit jako auditorium. Součástí školy je také školní jídelna a nová fontána, jejímž posláním je zvhlčovat vzduch ve škole. Gymnázium je fakultní školou Přírodovědecké fakulty UK a Filozofické fakulty UK..

### Poloha
Areál školy se nachází na adrese Arabská 14 při ulici Arabská nedaleko zastávky tramvajové trati sídliště Červený Vrch. V blízkosti objektu sídlí také MŠ Arabská.